# ديفيد يورك
ديفيد يورك (13 أبريل 1941 - )  (بالإنجليزية: David York)‏ هو لاعب كريكت بريطاني.